# Élections législatives de 1997 en Savoie
Les élections législatives françaises de 1997 se déroulent les 25 mai et 1er juin 1997. Dans le département de la Savoie, trois députés sont à élire dans le cadre de trois circonscriptions.

## Élus
| Circonscription | Député sortant                              | Parti | Parti    | Député élu ou réélu | Parti | Parti    |
| --------------- | ------------------------------------------- | ----- | -------- | ------------------- | ----- | -------- |
| 1re             | Gratien Ferrari                             |       | UDF (PR) | Dominique Dord      |       | UDF (PR) |
| 2e              | Auguste Picollet suppléant de Hervé Gaymard |       | RPR      | Hervé Gaymard       |       | RPR      |
| 3e              | Michel Bouvard                              |       | RPR      | Michel Bouvard      |       | RPR      |

## Résultats

### Résultats à l'échelle du département
| Parti          | Parti                              | Premier tour | Premier tour | Second tour | Second tour | Sièges |
| Parti          | Parti                              | Voix         | %            | Voix        | %           | Sièges |
| -------------- | ---------------------------------- | ------------ | ------------ | ----------- | ----------- | ------ |
|                | Parti socialiste                   | 35 937       | 23,75        | 76 053      | 47,18       | 0      |
|                | Parti communiste français          | 13 747       | 9,08         |             |             | 0      |
|                | Les Verts                          | 7 616        | 5,03         | 0           |             |        |
|                | Divers gauche                      | 2 600        | 1,72         | 0           |             |        |
|                | Gauche plurielle                   | 59 900       | 39,58        | 76 053      | 47,18       | 0      |
|                |                                    |              |              |             |             |        |
|                | Rassemblement pour la République   | 32 335       | 21,37        | 53 665      | 33,29       | 2      |
|                | Union pour la démocratie française | 18 056       | 11,93        | 31 473      | 19,53       | 1      |
|                | Divers droite                      | 3 550        | 2,35         |             |             | 0      |
|                | La Droite indépendante             | 3 039        | 2,01         | 0           |             |        |
|                | Droite parlementaire               | 56 980       | 37,66        | 85 138      | 52,82       | 3      |
|                |                                    |              |              |             |             |        |
|                | Front national                     | 22 385       | 14,79        |             |             | 0      |
|                | Divers écologiste dont GÉ          | 4 096        | 2,71         | 0           |             |        |
|                | Extrême gauche dont LO et PT       | 3 097        | 2,05         | 0           |             |        |
|                | Régionaliste                       | 2 118        | 1,40         | 0           |             |        |
|                | Divers                             | 1 878        | 1,24         | 0           |             |        |
|                | Extrême droite                     | 866          | 0,57         | 0           |             |        |
|                |                                    |              |              |             |             |        |
| Inscrits       | Inscrits                           | 246 661      | 100,00       | 246 636     | 100,00      | 3      |
| Abstentions    | Abstentions                        | 86 113       | 34,91        | 75 243      | 30,51       |        |
| Votants        | Votants                            | 160 548      | 65,09        | 171 393     | 69,49       |        |
| Blancs et nuls | Blancs et nuls                     | 9 228        | 5,75         | 10 202      | 5,95        |        |
| Exprimés       | Exprimés                           | 151 320      | 94,25        | 161 191     | 94,05       |        |

### Résultats par circonscription

#### Première circonscription (Chambéry - Aix-les-Bains)
| Candidat       | Candidat                      | Parti             | Premier tour | Premier tour | Second tour | Second tour |  |
| Candidat       | Candidat                      | Parti             | Voix         | %            | Voix        | %           |  |
| -------------- | ----------------------------- | ----------------- | ------------ | ------------ | ----------- | ----------- |  |
|                | Dominique Dord élu            | UDF (PR)          | 18 056       | 32,76        | 31 473      | 53,46       |  |
|                | Thierry Repentin              | PS                | 13 900       | 25,22        | 27 404      | 46,54       |  |
|                | Georges Ract                  | FN                | 9 495        | 17,23        |             |             |  |
|                | Marie-Joëlle Chanoux          | PCF               | 3 498        | 6,35         |             |             |  |
|                | Benoit Leclair                | Les Verts         | 2 601        | 4,72         |             |             |  |
|                | Brigitte Roue                 | GÉ                | 1 476        | 2,68         |             |             |  |
|                | Christian Mottais             | LO                | 1 363        | 2,47         |             |             |  |
|                | Pierre-Marie Michalland       | LDI (MPF)         | 1 344        | 2,44         |             |             |  |
|                | Roger Sibuet                  | Divers droite     | 953          | 1,73         |             |             |  |
|                | Odile Pauliat                 | US4J              | 621          | 1,13         |             |             |  |
|                | Luc Mantello                  | IR                | 398          | 0,72         |             |             |  |
|                | Francis Colonel               | Divers            | 317          | 0,58         |             |             |  |
|                | Philippe Dancet               | Divers droite     | 286          | 0,52         |             |             |  |
|                | Marie-Claude Bonnet Rougemont | Divers écologiste | 275          | 0,5          |             |             |  |
|                | Georges Lasserre              | Extrême droite    | 272          | 0,49         |             |             |  |
|                | Virginie Rastello             | Divers            | 117          | 0,21         |             |             |  |
|                | Ahcene Madani                 | Divers            | 92           | 0,17         |             |             |  |
|                | Frédéric Peigue               | Divers            | 44           | 0,08         |             |             |  |
|                | Laurence Aguettaz             | Divers            | 6            | 0,01         |             |             |  |
|                | Pierre-Louis Perrin           | Divers            | 1            | 0            |             |             |  |
|                |                               |                   |              |              |             |             |  |
| Inscrits       | Inscrits                      | Inscrits          | 88 447       | 100,00       | 88 444      | 100,00      |  |
| Abstentions    | Abstentions                   | Abstentions       | 29 884       | 33,79        | 25 574      | 28,92       |  |
| Votants        | Votants                       | Votants           | 58 563       | 66,21        | 62 870      | 71,08       |  |
| Blancs et nuls | Blancs et nuls                | Blancs et nuls    | 3 448        | 5,89         | 3 993       | 6,35        |  |
| Exprimés       | Exprimés                      | Exprimés          | 55 115       | 94,11        | 58 877      | 93,65       |  |

#### Deuxième circonscription (Albertville)
| Candidat       | Candidat          | Parti          | Premier tour | Premier tour | Second tour | Second tour |  |
| Candidat       | Candidat          | Parti          | Voix         | %            | Voix        | %           |  |
| -------------- | ----------------- | -------------- | ------------ | ------------ | ----------- | ----------- |  |
|                | Hervé Gaymard élu | RPR            | 16 276       | 37,23        | 24 920      | 53,87       |  |
|                | André Vairetto    | PS             | 9 378        | 21,45        | 21 336      | 46,13       |  |
|                | Gérard Trouillard | FN             | 5 673        | 12,98        |             |             |  |
|                | Louis Bertrand    | PCF            | 4 975        | 11,38        |             |             |  |
|                | Michel Roulet     | Les Verts      | 1 978        | 4,52         |             |             |  |
|                | Benjamin Berthel  | GÉ             | 1 072        | 2,45         |             |             |  |
|                | Rémy Pellegrin    | Régionaliste   | 977          | 2,23         |             |             |  |
|                | Gérard Maudrux    | Divers         | 922          | 2,11         |             |             |  |
|                | Jean Sillon       | LDI (MPF)      | 639          | 1,46         |             |             |  |
|                | Renée Laurent     | PT             | 406          | 0,93         |             |             |  |
|                | Michel Mahler     | Divers         | 379          | 0,87         |             |             |  |
|                | Frédéric Berger   | Extrême droite | 311          | 0,71         |             |             |  |
|                | Jean Dussy        | US4J           | 309          | 0,71         |             |             |  |
|                | Alain Fauck       | IR             | 282          | 0,65         |             |             |  |
|                | Stéphane Gosselin | Extrême droite | 139          | 0,32         |             |             |  |
|                |                   |                |              |              |             |             |  |
| Inscrits       | Inscrits          | Inscrits       | 74 483       | 100,00       | 74 471      | 100,00      |  |
| Abstentions    | Abstentions       | Abstentions    | 27 642       | 37,11        | 25 382      | 34,08       |  |
| Votants        | Votants           | Votants        | 46 841       | 62,89        | 49 089      | 65,92       |  |
| Blancs et nuls | Blancs et nuls    | Blancs et nuls | 3 125        | 6,67         | 2 833       | 5,77        |  |
| Exprimés       | Exprimés          | Exprimés       | 43 716       | 93,33        | 46 256      | 94,23       |  |

#### Troisième circonscription (Chambéry - Saint-Jean-de-Maurienne)
| Candidat       | Candidat                     | Parti          | Premier tour | Premier tour | Second tour | Second tour |  |
| Candidat       | Candidat                     | Parti          | Voix         | %            | Voix        | %           |  |
| -------------- | ---------------------------- | -------------- | ------------ | ------------ | ----------- | ----------- |  |
|                | Michel Bouvard sortant réélu | RPR            | 16 059       | 30,59        | 28 745      | 51,28       |  |
|                | Pierre-Louis Rémy            | PS             | 12 659       | 24,12        | 27 313      | 48,72       |  |
|                | Jean-Marie Barbier           | FN             | 7 217        | 13,75        |             |             |  |
|                | Alain Bouvier                | PCF            | 5 274        | 10,05        |             |             |  |
|                | Nicole Guilhaudin            | Les Verts      | 3 037        | 5,79         |             |             |  |
|                | Daniel Dufreney              | diss. RPR      | 2 311        | 4,4          |             |             |  |
|                | Janie Constantin             | GÉ             | 1 273        | 2,43         |             |             |  |
|                | Jean-François Peudon         | Régionaliste   | 1 141        | 2,17         |             |             |  |
|                | Jean Dominici                | LDI (MPF)      | 1 056        | 2,01         |             |             |  |
|                | Jean-Paul Lang               | LO             | 978          | 1,86         |             |             |  |
|                | Mireille Barthod-Prothade    | US4J           | 686          | 1,31         |             |             |  |
|                | François Chabert             | PT             | 350          | 0,67         |             |             |  |
|                | Sonia Stebler                | IR             | 304          | 0,58         |             |             |  |
|                | Marie Cuny-Ravet             | Extrême droite | 144          | 0,27         |             |             |  |
|                |                              |                |              |              |             |             |  |
| Inscrits       | Inscrits                     | Inscrits       | 83 731       | 100,00       | 83 721      | 100,00      |  |
| Abstentions    | Abstentions                  | Abstentions    | 28 587       | 34,14        | 24 287      | 29,01       |  |
| Votants        | Votants                      | Votants        | 55 144       | 65,86        | 59 434      | 70,99       |  |
| Blancs et nuls | Blancs et nuls               | Blancs et nuls | 2 655        | 4,81         | 3 376       | 5,68        |  |
| Exprimés       | Exprimés                     | Exprimés       | 52 489       | 95,19        | 56 058      | 94,32       |  |